# Ankehubel
Ankehubel är en kulle i Schweiz. Den ligger i distriktet Oberaargau och kantonen Bern, i den centrala delen av landet, 40 km norr om huvudstaden Bern. Toppen på Ankehubel är 1 086 meter över havet.